# Gwen Torrence
Gwen Torrence (Decatur, 12 de junho de 1965) é uma ex-atleta norte-americana, várias vezes medalhada nas principais competições internacionais nas disciplinas de velocidade pura e detentora de três medalhas de ouro olímpicas.

## Melhores marcas pessoais

### Outdoor
| Prova      | Data                  | Local              | Tempo (segundos) |
| ---------- | --------------------- | ------------------ | ---------------- |
| 100 metros | 3 de setembro de 1994 | Paris, França      | 10.82            |
| 200 metros | 5 de agosto de 1992   | Barcelona, Espanha | 21.72            |
| 400 metros | 15 de julho de 1992   | Nice, França       | 49.64            |

### Indoor
| Prova     | Data                   | Local                         | Tempo (segundos) |
| --------- | ---------------------- | ----------------------------- | ---------------- |
| 50 metros | 9 de fevereiro de 1996 | Reno, Estados Unidos          | 6.07             |
| 60 metros | 2 de fevereiro de 1996 | New York City, Estados Unidos | 7.02             |